# Can Xue
Can Xue (xinès simplificat: 残雪) (Changsha, 1953) és una crítica literària i escriptora xinesa. Una de les autores més representatives de la" generació dels 80" i considerada com una de les dones escriptores més significatives de la Xina contemporània.

## Biografia

### Primers anys
Can Xue, de nom real Deng Xiaohua, va néixer a Changsha, província de Hunan (Xina).
El 1958 els seus pares va ser titllats d'ultradretans, el pare expulsat del seu lloc com a editor del New Hunan Daily News va ser i condemnat a "Reeducació a través del treball" i la mare va ser enviada al camp de la zona del Mont Heng, a Hunan. El plena època de la La Gran Fam de la Xina, Can va començar a estudiar i el 1962 la seva mare va ser alliberada i va tornar a treballar al New Hunan Daily News i van tornar a Changsha.. Però amb la Revolució Cultural un altre cop els pares van ser denunciats, el pare va ser enviat a la presó pel Comitè Revolucionari del Col·legi de Professors de Hunan, i la mare va ser enviada a l '"Escola del setè de maig" per ser reeducada mitjançant el treball. Durant aquest temps, Can Xue va perdre l’oportunitat de continuar estudis superiors, però va llegir molta literatura estrangera a casa.
El 1970 mitjançant la seva germana va poder treballar com a "metge descalç" a l'estació mèdica cooperativa de Yinpenling Lane, al suburbi de Changsha i del 1971 a 1977 va treballar en una fàbrica mecànica i després com a professora suplent en una escola de primària.
El 1978 es va casar amb Lu Yong i el 1979 amb els seus pares rehabilitats van tornar un altre cop a Changsha on Can va treballar com a professora d'anglès i el 1983 amb el seu marit van obrir una sastreria. Va viure a Changsha fins al 2001, quan ella i el seu marit es van traslladar a Pequín
El seu germà Deng Xiaomang, es professor de filosofia a la Universitat de Ciència i Tecnologia de Huazhong.

### Carrera literària
Va començar a publicar contes i crítiques a la dècada dels 80.
El 1883 començà a treballar en la seva novel·la "Yellow Mud Street". i el 1985 va publicar el conte "Bombolles de sabó a l'aigua bruta" a una revista literària de Changsha. El 1986 es publica la novel·la Old Floating Cloud i una versió resumida de Yellow Mud Street a la revista "Xina".
.El 1990 l'editorial Kawade Shobo Shinsha va convidar Can Xue a visitar Japó i el 1992, el Programa Internacional d'Escriptura de la Universitat d'Iowa la va convidar a visitar els Estats Units., on va tornar el 2009 convidada per la Yale University Press. El 2004 va participar en la Fira Internacional del Llibre de París.
Algunes de les obres de Can s'han traduït al Japó, França, Itàlia, Alemanya, Canadà i altres països després de ser publicades a Hong Kong i Taiwan.
Els anys 2019 i 2020 va figurar entre els possibles autors guardonats amb el Premi Nobel de Literatura,

#### Estil
Molt interessada per la literatura occidental, la seva obra ha estat especialment influïda per autors com Kafka, Jorge Luís Borges i Italo Calvino. i pels escriptors xinesos Lu Xun i Xiao Hong.
La seva obra reflecteix l'absurd del món i la impossibilitat de comprendre'l i trobar-hi el lloc. Els seus personatges es mouen en llocs improbables, impossibles de localitzar, moltes vegades sota terra o, per contra, suspesos a l'aire, a la recerca de sortides que no existeixen o canvien sense parar, sense un objectiu evident i sense lògica aparent.
Entre el grup d’escriptors d’avantguarda que va començar a escriure ficció experimental als anys vuitanta, Can és sens dubte l’únic que ha mantingut un enfocament d’avantguarda de la literatura i continua produint el tipus de treball que obliga el lector a participar en un exercici intel·lectual.

## Obres destacades
- 1986: 苍老的浮云 (Old Floating Cloud)
- 1987: 黄泥街 . (Yellow Mud Street)
- 1987: 种在走廊上的苹果树 (Apple Tree in the Corridor)

- 1988: 突围表演 (Five Spice Street)
- 2005: 最后的情人 (The Last Lover)
- 2008: 边疆 (Frontier) Traduïda al castellà per Blas Piñero i presentada a l'Institut Confuci de Barcelona el 28 d'octubre de 2021.[6]
- 2013: 新世纪爱情故事 (Love in the New Millennium).